# Дарген
Дарген (нем. Dargen) — община в Германии, в земле Мекленбург-Передняя Померания.
Входит в состав района Восточная Передняя Померания. Подчиняется управлению Узедом-Зюд.  Население составляет 542 человека (на 31 декабря 2010 года). Занимает площадь 28,22 км².
Коммуна подразделяется на 7 сельских округов.